# The Cardinal of the Kremlin
The Cardinal of the Kremlin ist ein Politiksimulation-Computerspiel, das von Capstone Software entwickelt und von IntraCorp 1990 für MS-DOS und 1991 für Amiga veröffentlicht wurde. Es basiert auf dem Roman Der Kardinal im Kreml von Tom Clancy.

## Spielprinzip
Der Spieler muss drei Forschungseinheiten und ein Agentennetz leiten, Spionagesatelliten in die Umlaufbahn bringen sowie das SDI-Projekt vor feindlicher Spionage schützen und das russische Gegenstück über eine afghanische Untergrundorganisation sabotieren. Gesteuert werden die Menüs über Symbole mit Tastatur und optional mit Maus/Joystick. Wird ein Projektleiter vom KGB entführt, so startet eine kurze Autorennsequenz aus der Vogelperspektive.

## Rezeption
Volker Weitz von Power Play bezeichnete das Spiel als wenig gehaltvoll. Auch die Handlung vermittele keinerlei Atmosphäre oder Spannung. Max Magenauer von Amiga Joker bezeichnete die Präsentation als erfrischend anders mit hübscher teils animierter Grafik. Eine Hilfefunktion, gute Maussteuerung und eine Highscore-Tabelle seien für das Genre ungewöhnlich. Lediglich die Actionsequenzen seien wenig gelungen.